# D, a vámpírvadász – Vérszomj
A D, a vámpírvadász – Vérszomj (吸血鬼ハンターD ブラッドラスト; Banpaia Hantá Dí: Buraddoraszuto; Hepburn: Banpaia Hantā Dī: Buraddorasuto; Vampire Hunter D: Bloodlust) 2000-ben bemutatott japán–hongkongi–amerikai animációs poszt-apokaliptikus horrorfilm, az 1985-ös Vampire Hunter D folytatása. Kavadzsiri Josiaki írta és rendezte Kikucsi Hidejuki D, a vámpírvadász című regénysorozatának harmadik, D – Jószacukó című könyve alapján.
A film elkészítése 1997-ben kezdődött és azzal a szándékkal fejeződött be a forgatása, hogy amerikai mozikban mutassák be először.
Ősbemutatója 2000. augusztus 25-én volt a Sydney 2000 Olimpiai Művészeti Fesztiválon. Hat moziban vetítették az Egyesült Államokban és elnyerte az amerikai kritikusok elismerését. Nem sokkal a film befejezése előtt egy 1999-es videójáték is megjelent a filmével azonos történettel.
Magyarországon a Navigátor Film kiadásában jelent meg DVD-n 2006-ban, a televízióban a Viasat 6 és az AMC vetítette.

## Cselekmény
A távoli jövőben vámpírok uralják az éjszakát, de számuk egyre jobban fogyatkozik, mivel fejvadászok hada írtja őket magas vérdíjakért. Egy fiatal lányt, Charlotte Elbourne-t elrabolja Meier Link báró, egy nemes vámpír, aki arról ismert, hogy szükségtelenül nem árt az embereknek. Charlotte apja, John Elbourne egy rettegett fejvadászt, D-t, egy félig ember, félig vámpír dhampirt bérel fel, hogy keresse meg a lányát és ölje meg, amennyiben vámpírrá változik. A hírhedt Marcus fivérek is a lány nyomában vannak, akiket Charlotte idősebb bátyja, Alan Elbourne bérelt fel. A csoport női tagja, Leila sokkal inkább személyes indítékból, semmint anyagi haszon céljából vadászik a vámpírokra. D és a Marcus fivérek egymással könyörtelenül versengve próbálják levadászni Meier Linket. Meier a Barbarois-i mutánsok védelme alatt áll, köztük van Caroline, egy alakváltó; Benge, egy árnyékmanipulátor; és Machira, egy farkasember.
A történet előrehaladtával Meier Link rablása menekülésbe vált át, és felfedődik, hogy közte és Charlotte között szerelem van. A sors úgy hozza, hogy D és Leila egymásra lesznek utalva. D elmondja Leilának, hogy neki lehet élete normális emberként, olyan, ami egy magafajta dhampirnak nem adathat meg. Egyezséget kötnek, hogy ha valamelyikük túléli, virágot visz a másik sírjára. Meier és Charlotte megérkeznek úti céljukhoz, Chaythe várába, ahol Meier anyja, Carmilla grófnő vár rájuk. Carmilla egy vámpír lelke, aki réges rég, a vámpírok teljhatalmának idején halt meg. A vérszomja olyan nagy volt, hogy Drakula gróf, D apja undorában tőrt döfött a szívébe. D a várba érve megküzd Meier utolsó életben maradt védelmezőjével, Machirával, aki elégedetten hal meg, mivel teljesíthette feladatát. Carmilla terve rövidesen kiderül, Charlotte vérét felhasználva vissza akar térni az életbe. D azonban az utolsó pillanatban megállítja és Bal Kezével elszívja. D és Leila (Nolt, Kyle, Grove és Borgoff halála után a Marcus fivérek utolsó életben maradt tagja) útjukra engedik Meiert és Charlotte-ot, akik az Éj Városába mennek, ahol boldogságra és nyugalomra lelhetnek.
Sok év telik el, D megérkezik Leila temetésére és a távolból figyeli azt. Leila unokája üdvözli őt és arra kéri, hogy maradjon velük egy darabig. D elutasítja, mondván, hogy azért van itt mert ígéretet tett egy régi barátjának, aki attól félt, senki sem gyászolja meg a halálát. A lány köszönetet mond neki, hogy eljött, D pedig udvarias mosollyal válaszol, majd távozik.

## Szereplők
| Szereplő           | Angol hang             | Japán hang         | Magyar hang                                   |
| ------------------ | ---------------------- | ------------------ | --------------------------------------------- |
| D                  | Andy Philpot           | Tanaka Hidejuki    | Szabó Sipos Barnabás                          |
| Bal Kéz            | Mike McShane           | Nagai Icsiró       | Várkonyi András                               |
| Meier Link         | John Rafter Lee        | Jamadera Kóicsi    | Varga Rókus                                   |
| Charlotte Elbourne | Wendee Lee             | Sinohara Emi       | Haffner Anikó                                 |
| Leila              | Pamela Adlon           | Hajasibara Megumi  | Solecki Janka (felnőtt) Kántor Kitty (fiatal) |
| Borgoff Marcus     | Matt McKenzie          | Jara Júszaku       | Jakab Csaba                                   |
| Kyle               | Alex Fernandez         | Ócuka Hócsú        | Csőre Gábor                                   |
| Grove              | Jack Fletcher          | Tosihiko Szeki     | Juhász György                                 |
| Nolt               | John DiMaggio          | Ótomo Rjúzaburó    | Vass Gábor                                    |
| barbarois-i öreg   | Dwight Schultz         | Ócuka Csikao       | Pálfai Péter                                  |
| Polk               | John Hostetter         | Aono Takesi        | Várday Zoltán                                 |
| John Elbourne      | John DiMaggio          | Kijokava Motomu    | Gruber Hugó                                   |
| Alan Elbourne      | John DeMita            | Cudzsitani Kódzsi  | Juhász Zoltán                                 |
| Machira            | John DiMaggio          | Nisi Rintaró       | N/A                                           |
| Caroline           | Mary Elizabeth McGlynn | Szómi Jóko         | Pap Katalin                                   |
| Benge              | Dwight Schultz         | Fudzsivara Keidzsi | Csuja Imre                                    |
| seriff             | John DiMaggio          | Kojama Rikija      | Bácskai János                                 |
| Leila unokája      | Debi Derryberry        | Kanai Mika         | Kántor Kitty                                  |
| pap                | John DiMaggio          | Isizuka Unsó       | N/A                                           |
| Carmilla           | Julia Fletcher         | Maeda Bibari       | Kiss Erika                                    |
| narrátor           | –                      | –                  | Bozai József                                  |

## Megvalósítás

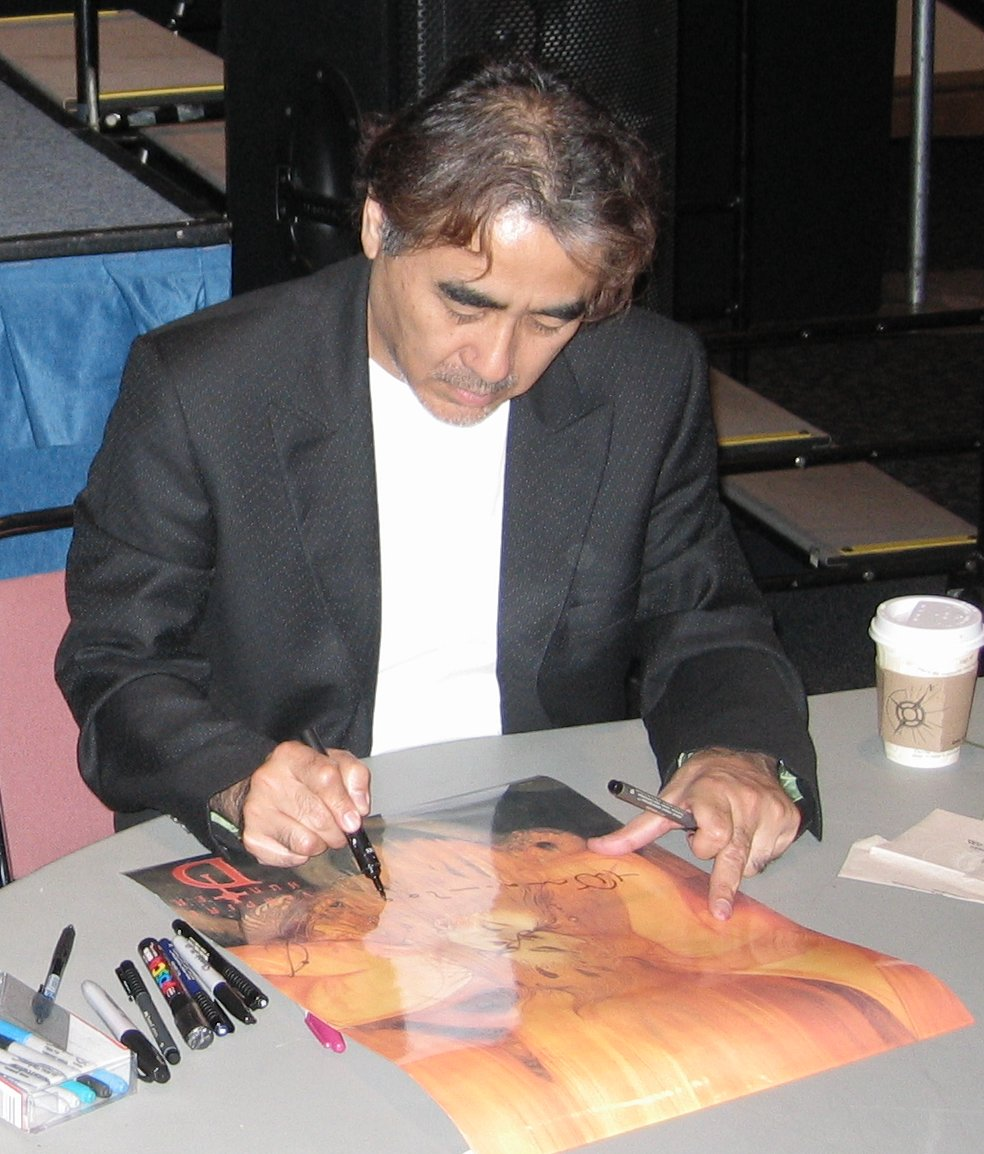
Amano Jositaka alkotta meg a főszereplők dizájnját

Egy új D, a vámpírvadász-film ötletét rajongók azon kérése adta, hogy készítsenek folytatást az 1985-ös Vampire Hunter D filmhez. Kikucsi Hidejuki is támogatta ezt, mivel már több alkalommal is nemtetszésének adott hangot az eredeti film „silánysága” miatt. A film tervei 1997-ben kezdtek megszületni Kavadzsiri Josiaki rendező és a Madhouse produkciós cég által. Jamamoto Mataicsiró producer a Jódzsú tosi jogait szerette volna megkapni, de a Jódzsú tosi egy megbeszélése során hallott az új D, a vámpírvadász-filmről, s azután nemcsak a videoforgalmazásban, de a gyártásban és egy lehetséges amerikai moziforgalmazásban is részt kívánt venni.
A D, a vámpírvadász – Vérszomj története Kikucsi regénysorozatának harmadik, D – Jószacukó című könyvén alapul. A főszereplők dizájnját Amano Jositaka alkotta meg, majd Minova Jutaka animációs rendező társította az alakokat a hozzáillő szereplőkhöz. Az animációs munkákat a Madhouse Studios végezte Tokióban, az utómunkálatokra Kaliforniában került sor. Az angol nyelvű hangsávot 1999-ben vették fel, még a japán dialógusok befejezése előtt. A film alcíme, a Vérszomj (Bloodlust) egy utolsó percben megszületett döntés volt, hogy megkülönböztessék az első filmtől.

### Eltérések a könyvtől
Kikucsi regénye a filménél sötétebb és kegyetlenebb világot mutat be. A film alapjául szolgáló harmadik könyv középpontjában a Marcus fivérek állnak, akik a filmmel ellentétben hidegvérű gyilkosok és hiányzik belőlük a filmben megtapasztalható testvéri szeretet. Mindegyikük rendelkezik valamilyen mutáns képességgel. Leila a filmben fogadott testvérük, míg a regényben vér szerinti, termete alacsony és gyengébb. Az elrabolt lány – akinek a nevét nem is említik – apja a regényben csak D-t bérli fel, a Marcus fivéreket nem. Meier Link és a lány kapcsolatában a regényben nincs szerelem, a vámpír csupán uralkodik felette. Barbarois szörnyei mind külsőleg, mind személyiségükben eltérnek, általánosságban ők is kegyetlenebbek a könyvben filmbéli megfelelőjüknél.

## Megjelenések

### Promóció, ősbemutató

A film főcíme

A film promocionálása céljából 1998-ban elkészült egy két és fél perces előzetes, amelyet amerikai rajongói találkozókon vetítettek. Egy, a készítés körülményeit ismertető nyomtatványt a 2000 júliusában, a montréali Fantasia Filmfesztiválon és a 2000 októberében megrendezett New York-i Anime Filmfesztiválon is bemutattak. Az ősbemutató 2000. augusztus 25-én volt a Sydney 2000 Olimpiai Művészeti Fesztiválon. A film eredetileg csak angol nyelven készült el, a japán mozik japán felirattal vetítették.

### Észak-Amerika
Az Egyesült Államokban 2001. szeptember 23-án volt a premierje, hat moziban vetítették Amerika szerte, amely 25 521 dollár bevételt hozott a teljes, 151 086 dolláros bevételből. Észak-Amerikában az Urban Vision adta ki a filmet angol nyelven DVD-n és VHS-en 2002. február 12-én. 2015. február 3-án jelentette be a Discotek Media, hogy megszerezték a film kiadási jogait DVD-n és Blu-rayen. Az Urban Vision kiadásához hasonlóan ez is csak angol hangsávot kap.

### Japán
Japánban a Nippon Herald Films forgalmazásában 2001. április 21-től vetítették a mozik japán felirattal. 2001. december 19-én jelent meg DVD-n az Avex Entertainment gondozásában angol és japán hangsávval.

### Magyarország
Magyarországon a Navigátor Film kiadásában jelent meg kétlemezes DVD-n 2006. november 28-án. A magyar, angol és japán 5.1-es hang és magyar felirat mellett számos extra, mint interaktív menük, közvetlen jelenetelérés, két werkfilm (Így készült… - D, a vámpírvadász - Vérszomj és Így készült… - A kulisszák mögött), storyboard–film összehasonlítás, előzetesek a világ minden tájáról és képgaléria is található. 2008-ban egylemezes változatban is megjelent lényegesen kevesebb extrával.
Televízióban a Viasat 6 mutatta be, először 2012. március 11-én, majd 2015. december 9-ei premierrel az AMC is műsorra tűzte.

## Filmzene
A D, a vámpírvadász – Vérszomj zenéjét Marco D’Ambrosio komponálta, a Tóku made című dalt a Do As Infinity adta elő. A dalok lemezen 2001. május 3-án limitált kiadásban, majd 2001. augusztus 1-jén normál kiadásban jelentek meg Japánban az Avex Mode kiadásában.
| Vampire Hunter D: Bloodlust Soundtrack dallista | Vampire Hunter D: Bloodlust Soundtrack dallista | Vampire Hunter D: Bloodlust Soundtrack dallista | Vampire Hunter D: Bloodlust Soundtrack dallista | Vampire Hunter D: Bloodlust Soundtrack dallista | Vampire Hunter D: Bloodlust Soundtrack dallista | Vampire Hunter D: Bloodlust Soundtrack dallista | Vampire Hunter D: Bloodlust Soundtrack dallista | Vampire Hunter D: Bloodlust Soundtrack dallista | Vampire Hunter D: Bloodlust Soundtrack dallista |
| #                                               | Cím | Hossz                                           |                                                 |                                                 |                                                 |                                                 |                                                 |                                                 |                                                 |
| ----------------------------------------------- | --- | ----------------------------------------------- | ----------------------------------------------- | ----------------------------------------------- | ----------------------------------------------- | ----------------------------------------------- | ----------------------------------------------- | ----------------------------------------------- | ----------------------------------------------- |
| 1.                                              | Opening | 3:05                                            |                                                 |                                                 |                                                 |                                                 |                                                 |                                                 |                                                 |
| 2.                                              | Marcus Brothers | 2:56                                            |                                                 |                                                 |                                                 |                                                 |                                                 |                                                 |                                                 |
| 3.                                              | Hunter D | 0:55                                            |                                                 |                                                 |                                                 |                                                 |                                                 |                                                 |                                                 |
| 4.                                              | Sandmantas / Rest Area | 4:57                                            |                                                 |                                                 |                                                 |                                                 |                                                 |                                                 |                                                 |
| 5.                                              | Meier’s Pain | 1:00                                            |                                                 |                                                 |                                                 |                                                 |                                                 |                                                 |                                                 |
| 6.                                              | Benge | 3:23                                            |                                                 |                                                 |                                                 |                                                 |                                                 |                                                 |                                                 |
| 7.                                              | Village of Barbarois | 1:23                                            |                                                 |                                                 |                                                 |                                                 |                                                 |                                                 |                                                 |
| 8.                                              | Grove | 3:46                                            |                                                 |                                                 |                                                 |                                                 |                                                 |                                                 |                                                 |
| 9.                                              | Come out you Coward | 1:49                                            |                                                 |                                                 |                                                 |                                                 |                                                 |                                                 |                                                 |
| 10.                                             | The Letter | 0:42                                            |                                                 |                                                 |                                                 |                                                 |                                                 |                                                 |                                                 |
| 11.                                             | Poke’s Story | 2:19                                            |                                                 |                                                 |                                                 |                                                 |                                                 |                                                 |                                                 |
| 12.                                             | Sunlight | 0:40                                            |                                                 |                                                 |                                                 |                                                 |                                                 |                                                 |                                                 |
| 13.                                             | Into the Trees | 2:19                                            |                                                 |                                                 |                                                 |                                                 |                                                 |                                                 |                                                 |
| 14.                                             | Caroline’s Revenge | 0:40                                            |                                                 |                                                 |                                                 |                                                 |                                                 |                                                 |                                                 |
| 15.                                             | Leila’s Feelings | 2:23                                            |                                                 |                                                 |                                                 |                                                 |                                                 |                                                 |                                                 |
| 16.                                             | The Bridge | 0:32                                            |                                                 |                                                 |                                                 |                                                 |                                                 |                                                 |                                                 |
| 17.                                             | Mortal Meier | 4:03                                            |                                                 |                                                 |                                                 |                                                 |                                                 |                                                 |                                                 |
| 18.                                             | The Castle of Chaythe | 2:23                                            |                                                 |                                                 |                                                 |                                                 |                                                 |                                                 |                                                 |
| 19.                                             | The Rocket Hall | 3:11                                            |                                                 |                                                 |                                                 |                                                 |                                                 |                                                 |                                                 |
| 20.                                             | Hallucinations | 6:26                                            |                                                 |                                                 |                                                 |                                                 |                                                 |                                                 |                                                 |
| 21.                                             | Vampyra Missa | 5:40                                            |                                                 |                                                 |                                                 |                                                 |                                                 |                                                 |                                                 |
| 22.                                             | Charlotte’s Love | 1:32                                            |                                                 |                                                 |                                                 |                                                 |                                                 |                                                 |                                                 |
| 23.                                             | The Ring | 2:47                                            |                                                 |                                                 |                                                 |                                                 |                                                 |                                                 |                                                 |
| 24.                                             | Outside the Castle | 1:07                                            |                                                 |                                                 |                                                 |                                                 |                                                 |                                                 |                                                 |
| 25.                                             | A Bit(e) of Hope | 1:51                                            |                                                 |                                                 |                                                 |                                                 |                                                 |                                                 |                                                 |
| 26.                                             | The Promise | 1:13                                            |                                                 |                                                 |                                                 |                                                 |                                                 |                                                 |                                                 |
| 27.                                             | Tóku made (soundtrack album version) (遠くまで(サントラアルバムバージョン); Hepburn: Tōku made (santora arubamu bājon); Far Away) (előadó: Do As Infinity) | 3:12                                            |                                                 |                                                 |                                                 |                                                 |                                                 |                                                 |                                                 |
| 1:06:14                                         | |                                                 |                                                 |                                                 |                                                 |                                                 |                                                 |                                                 |                                                 |

## Fogadtatás
A filmről általában véve kedvezően írtak az amerikai kritikusok, a Metacritic oldalán 62 átlagpontot kapott 15 kritika alapján, míg a Rotten Tomatoes oldalán 72%-ban pozitív értékelést kapott és 32 kritika alapján 6,4/10-es átlagpontot állapították meg. A Chicago Reader pozitív kritikájában úgy hivatkozott a filmre, mint egy „gyönyörűen animált szürrealista kaland”. A New York Daily News gyönyörűnek, szellemesnek és provokatívnak nevezte, ami a rajongókat és nem rajongókat is egyaránt vonzhatja. A San Francisco Chronicle dicsérte a rendezőt, Kavadzsiri Josiakit, megjegyezve, hogy tehetséges a feltűnő látvány terén, de hozzátette, hogy ez a történetét egyszerre sovánnyá és kaotikussá teszi. Az amerikai szinkronhangokat laposnak nevezte, hozzátéve, hogy ha a japán animátorok sikereket akarnak elérni nyugaton, akkor jobb színészekre lesz szükségük, hogy életet vigyenek a szereplőikbe.
Az AnimeStars dicsérte a film képi világát és mind az angol, mind a japán, mind pedig a magyar szinkront. A film háttérzenéi a kritikus szerint „tökéletesen illeszkednek a film képi megjelenítéseihez, nagyon jól tükrözik a film alapvetően sötét hangulatát”. Dicsérte D bal keze és a Marcus fivérek humorát és a karakterek fejlődését. A film negatívumaként jegyezte meg a Marcus fivérek sorsát és, hogy a keményvonalas horror rajongói soknak találhatják a romantikus elemeket.